# آسایا کیمیجیما
آسایا کیمیجیما (انگلیسی: Asaya Kimijima؛ زادهٔ ۸ سپتامبر ۱۹۸۷) بازیگر، و مدل اهل کشور ژاپن است. از فیلم هایی که وی بازی کرده است میتوان به مجموعه ی تلویزیونی باران زیبا اشاره کرد.